# Parapribylites
Parapribylites is een geslacht van uitgestorven kreeftachtigen uit de klasse van de Ostracoda (mosselkreeftjes).

## Soorten
- Parapribylites hanaicus (Pokorny, 1951) Coen, 1985 †
- Parapribylites infectus Janbulatova, 1987 †
- Parapribylites lochkovianus (Pribyl, 1967) Pribyl, 1990 †
- Parapribylites oderensis Kotschetkova & Tschigova, 1987 †
- Parapribylites posterior Kotschetkova & Tschigova, 1987 †
- Parapribylites punctatus Zenkova, 1988 †
- Parapribylites reticulum (Becker, 1964) Casier, 1992 †